# Eskoriatza
Eskoriatza és un municipi de Gipuzkoa, de la comarca de l'Alt Deba.

## Barris
Les anteiglesies són antics llogarets que van quedar adscrites a la localitat d'Eskoriatza, quan es va formar la Universitat de Eskoriatza en 1630. De fet les anteiglesias són anteriors en la seva existència al nucli urbà del poble. Al llarg de la història han mantingut una forta personalitat pròpia, així per exemple constituïxen encara parròquies diferents a Eskoriatza. En l'actualitat el creixement del nucli urbà del municipi unit al despoblament de les anteiglesias les ha convertit en petits barris rurals que sumen una mica més de l'11% de la població del municipi i han perdut importància en el conjunt del municipi. No obstant això, la major part del terme municipal de Eskoriatza és territori de les anteiglesies. Les 7 anteiglesies d'Eskoriatza són: 
- Apotzaga: 64 habitants.
- Bolibar: 106 habitants.
- Gellao: 25 habitants.
- Marin: 54 habitants.
- Mazmela: 77 habitants.
- Zarimutz: 62 habitants.

Les anteiglesies tenen el seu propi alcalde de barri i en les últimes eleccions municipals van assolir una acta de regidor per a l'Associació d'Anteiglesies, que representa els interessos d'aquests nuclis rurals dintre del municipi.

## Administració
| 2007 | Pedro Lasagabaster Armendáriz (ANB) |
| 2003 | Juan Carlos Bengoa Munduate(EA)     |
| 1999 | Edorta Zubizarreta Alegría (EH)     |
| 1995 | Jose Manuel Villar Careaga(EA)      |
| 1991 | Jose Manuel Villar Careaga(EA)      |
| 1987 | José Manuel Villar Careaga (EA)     |
| 1983 | Julián Urcelay Ondona(PNB)          |
| 1979 | Félix Barandiarán (PNB)             |

En les eleccions municipals de 2003, la coalició nacionalista basca PNB-EA va obtenir el 32,9% dels vots i 6 regidors; obtenint d'aquesta forma l'ajuntament. El segon partit més votat fou PSE-EE, amb un 13,9% i 2 regidors. Resultats similars va obtenir Ezker Batua Berdeak amb el 12,5% i altres 2 regidors. Finalment l'Agrupació de les anteiglesias-Elizateak, que representa els interessos d'aquests barris d'Eskoriatza va obtenir un 9,2% del vot i 1 regidor. La candidatura Kontzejupe, afí a la il·legalitzada Batasuna no va poder presentar-se a les eleccions en ser també il·legalitzada i va fer campanya en favor del vot nul, votant a favor d'aquesta candidatura amb paperetes no vàlida. Segons la web de l'ajuntament el seu suport va arribar al 24,7% del vot, però tot ell va ser comptabilitzat com vot nul, i per això no ha obtingut cap acta de regidor.
En les eleccions al Parlament Basc de 2005, la candidatura més votada va ser la coalició nacionalista PNB-EA amb el 42,9% dels vots; seguit de EHAK, candidatura afí a la il·legalitzada Batasuna que va collir un 21,7% del vot. En tercer i quart lloc els dos grans partits nacionals, el PSE-EE/PSOE amb el 16,8% del vot i el PP amb el 6,5%. Ezker Batua Berdeak va obtenir el 6,2% del vot i Aralar el 4,4%.

## Personatges il·lustres
- Prudencio Murguiondo: (1767-1825) marí i militar que va tenir una participació notable en les Invasions britàniques del Riu de la Plata i en les lluites posteriors a la Independència de l'Argentina.
- Felix Aramburuzabala Lazcano-Iturburu: (1886-1972) empresari i directiu de l'empresa cervesera mexicana Grup Model. Avi de l'empresària mexicana Maria Asunción Aramburuzabala Larregui, considerada la dona més rica de Llatinoamèrica.
- José Arana Elorza: (1839-1908) empresari del Teatre Reial de Madrid i creador de la Setmana Gran de Sant Sebastià. Té un carrer en el seu honor en el seu poble natal, així com un altre en la ciutat de Sant Sebastià. Està enterrat a Eskoriatza en un panteó obra de Marià Benlliure.
- Víctor Sarasqueta: (1864-1930) empresari armer.
- Félix Likiniano: (1909–1983) sindicalista anarquista, militant de la CNT. Va ser el creador del famós anagrama d'ETA amb la serp i el destral.
- Maria Soledad Iparraguirre: (1961) activista política, militant d'ETA.